# بريل سور رويا
بريل سور رويا (بالفرنسية: Breil-sur-Roya)‏ هي  بلدية فرنسية تقع في إقليم الألب البحرية من منطقة بروفنس ألب كوت دازور في جنوب شرق فرنسا. تبلغ مساحة هذه المدينة 81.31 (كم²)، وترتفع عن سطح البحر 310 م، يبلغ عدد سكانها 2117 نسمة حسب إحصاء المعهد الوطني للإحصاء والدراسات الاقتصادية سنة 2009 م. وترأس Joseph Ghilardi البلدية خلال فترة (2008-2014).

## وصلات خارجية
- صفحة البلدية على موقع المعهد الوطني للإحصاء والدراسات الاقتصادية